# Hebius sauteri
Hebius sauteri är en ormart som beskrevs av Boulenger 1909. Hebius sauteri ingår i släktet Hebius och familjen snokar. IUCN kategoriserar arten globalt som livskraftig. Inga underarter finns listade i Catalogue of Life.
Arten förekommer i sydöstra Kina, inklusive Hainan och Taiwan. Den vistas i kulliga områden och i bergstrakter mellan 580 och 1450 meter över havet. Habitatet utgörs av ängar, skogar och buskskogar nära vattendrag. Hebius sauteri äter daggmaskar, andra mjuka ryggradslösa djur och grodyngel. Honor lägger ägg.